# Отруєння в Солсбері (мінісеріал)
«Отруєння в Солсбері» (англ. The Salisbury Poisonings) — британський телевізійний мінісеріал 2020 року, який розповідає про отруєння Сергія і Юлії Скрипаль у місті Солсбері навесні 2018 року та глобальні наслідки цієї події. Прем'єра пройшла 14 червня 2020 року на каналі BBC One.

## У ролях
- Енн-Марі Дафф — Трейсі Дашкевич
- Вільям Г'юстон — Тед Дашкевич
- Рейф Сполл — Нік Бейлі
- Аннабель Шолі — Сара Бейлі
- Міанна Берінг — Доун Стаджесс
- Вейн Свонн — Сергій Скрипаль

## Сюжет
В основі сюжету детективно-політичного трилеру — реальні події, пов’язані з отруєнням агентами ФСБ колишнього російського шпигуна Сергія Скрипалі і його дочки Юлії в британському місті Солсбері 4 березня 2018 року. У мінісеріалі розповідається, «як звичайні люди та громадські служби реагують на раптову позаштатну ситуацію, демонструючи чудеса героїзму». Серед головних героїв — офіцер поліції, представник міської влади та одна з випадкових постраждалих, яка померла через кілька місяців після отруєння Скрипаль.